# Kerivoula whiteheadi
Kerivoula whiteheadi — вид рукокрилих родини Лиликові (Vespertilionidae).

## Поширення
Країни поширення: Індонезія (Калімантан), Малайзія (Сабах, Саравак), Філіппіни, Таїланд. Був знайдений на лісових і сільськогосподарських територіях.

## Загрози та охорона
Немає серйозних загроз для цього виду по всьому ареалу. Цей вид зустрічається в охоронних районах по всьому ареалу. 